# Никлот
Никлот (1090—1160) је био последњи независни кнез Бодрића (Ободрита) (1129—1160), а касније и свих Балтичко-полапских Словена и оснивач династије Никлотинг.

## Биографија
Нема тачних података о пореклу Никлота. У периоду од 1131. до 1160. предводио је савез Бодрића, Хижана и Прекопјенаца, истовремено и владар Шверина, Кутина и Малхова.  Скоро 30 година борио се против покушаја освајања словенских територија од стране германских владара, пре свега Хајнриха Лава. У исто време борио се и против насилног покрштавања Словена, оставши до краја одан словенским боговима.
Наневши неколико већих пораза Саксонцима доноси вишегодишњи мир словенским земљама. Нови сукоб је настао након што је саксонски војвода и краљ Светог римског царства, Лотар II, пренео земљу Бодрића данском војводи Кнуду Лаварду као феуд. Заједно са Прибиславом, нећаком принца Хајнриха од Бодрице, Никлот се борио против Лотара и Кнуда. Након победе и смрти Кнута 1131. године, Никлот и Прибислав су поделили међу собом земљу Бодрића, први је добио источни део и превласт над Бодрићима, Жижанима и Прекопењанима. У наредним годинама, Никлот је, да би ојачао своју позицију и ослабио Прибислава, одржавао савезе са саксонским племством, пре свега са холштајнским грофом Адолфом II од Шауенбурга. Никлот је 1147. раскинуо овај савез, пошто су га Саксонци издали и учествовали у крсташком рату против Словена, усмереном против његових поседа. 
1147. почиње Други крсташки рат. Због несугласица између између франачког краља Луја VII и немачког цара Конрада III велики део крсташке војске враћа се кући одустајући од похода на Јерусалиму. Враћена војска добија нови циљ: поробљавање и покрштавање Балтичко-полапских Словена. Никлотова војска их је дочекала спремно. Јако крсташко упориште, Вагрија, изненада напада словенска војска уништавајући га потпуно. Уз Вагрију освојено још неколико немачких градова. Ипак, после дугих борби Никлот остаје у опкољеном утврђеном граду Добину на Шверинском језеру. Одбивши да се преда Никлотова војска изненада пробија обруч и наноси још један велики пораз крсташима. Саксонци су принуђени на ново примирје. 1160. дански краљ Валдемар у савезништву са саксонским војводама креће у још један напад на Никлота. Нападнут са копна од Немаца и са мора од Данаца (уз подршку норвешких бродова), стари Никлот гине у борби у свом утврђеном граду до последњег часа бранивши народ и словенску веру. Њега наслеђује син Прибислав који постаје саксонски вазал, прихвата хришћанство и добија титулу „принц од Макленбурга“. Последица Прибиславовог поступка, уз неслогу словенских владара, је да потомака балтичко-полапских ратника данас готово да нема. Остало је неколико десетина хиљада Лужичких Срба, којих је све мање и опстанак им је угрожен.